# Andrew Malcolm
Andrew Malcolm, född 3 november 1803 i Glasgow, död 1 februari 1881 i Norrköping, var en svenskskotsk företagare.
Andrew Malcolm började som 15-åring arbeta vid Claude-Girdwood & Companys gjuteri i Glasgow. 22 år gammal övergick han till Grays verkstäder i samma stad. 1828 kom han, kallad av Baltzar von Platen på rekommendation av Thomas Telford som gjutmästare till Motala Verkstad, en befattning han innehade till 1842. 1836 startade hans bror Alexander Malcolm en maskinverkstad i Norrköping, som fick ekonomiskt understöd av brodern. Fabriken gick med förlust men hade trots det gott om beställningar och expanderade, 1838 hade den 68 arbetare. 1842 gick Andrew Malcolm in som chef i företaget och kunde då konstatera att det var rent konkursmässigt. Andrew Malcolm som var fabrikens största fordringsägare tog över driften medan brodern Alexander återvände till Storbritannien. Andrew lyckades sanera bolagets finanser, och 1847 köpte han fabriksegendomen. Han tillverkade ett stort antal textilmaskiner av olika slag, men kom snart att helt satsa på grövre gods som vattenhjul, axelledningar, turbiner och liknande. Då man var beroende av tillverkning på beställning blev inkomsterna ojämna och Andrew Malcolm lyckades nätt och jämnt hålla produktionen i gång. 1868 gick han slutligen i konkurs, och fabriken köptes av Holmens bruks- och fabriksaktiebolag. Han utgav 1869–1870 Factiska bevis att fabriks & industriväsendet inom Sverige är lika tacksamt som i andra länder, skrift där han bittert återgav sina erfarenheter och kritiserade det svenska frihandelssystemet som omöjliggjorde industriell produktion i Sverige. Malcolm var 1856–1867 brittisk vicekonsul i Norrköping.